# Барт, Джоуи
Джозеф Эндрю Барт (англ. Joseph Andrew Bart, 15 декабря 1996, Бьюфорд, Джорджия) — американский бейсболист, кэтчер клуба Главной лиги бейсбола «Сан-Франциско Джайентс». В турнире NCAA играл за команду Технологического института Джорджии, обладатель награды Лучшему кэтчеру I дивизиона NCAA по итогам сезона 2018 года. На драфте Главной лиги бейсбола 2018 года выбран под общим вторым номером.

## Биография
Джозеф Барт родился 15 декабря 1996 года в Бьюфорде в Джорджии, младший из трёх сыновей в семье. В течение четырёх лет он был игроком школьной бейсбольной команды, установив рекорды по количеству хитов, RBI и сделанных ранов. Трижды Барт входил в состав сборной звёзд штата среди игроков школ категории AAAA, в 2015 году он был включён в состав сборной звёзд Джорджии по версии издания USA Today. После окончания школы он поступил в Технологический институт Джорджии, отказавшись от подписания контракта с выбравшей его на драфте 2015 года «Тампой». 
В сезоне 2016 года Барт сыграл в 43 матчах команды, отбивал с эффективностью 29,9 %. Он стал одним из двух новичков команды, по итогам турнира вошедших в сборную дебютантов конференции ACC. Летом он выступал в студенческой лиге Кейп-Код в составе команды «Уорем Гейтмен». В 2017 году Барт стал основным кэтчером «Джорджии Тек Йеллоу Джэкетс», проведя на этой позиции 40 из 44 игр сезона. Он отбивал с показателем 29,6 %, стал лидером команды с 13 выбитыми хоум-ранами и 43 RBI. В июне 2017 года Барт принимал участие в сборах студенческой сборной США.
Сезон 2018 года Барт завершил с показателем отбивания 34,2 %. По его итогам он был включён в сборную звёзд NCAA по четырём различным версиям, претендовал на награды Голден Спайкс лучшему бейсболисту-любителю в США и Дик Хаузер Трофи лучшему игроку студенческого бейсбола, стал обладателем Джонни Бенч Эворд лучшему кэтчеру I дивизиона NCAA и был признан Игроком года в конференции ACC. На драфте Главной лиги бейсбола 2018 года Барт был выбран под общим вторым номером клубом «Сан-Франциско Джайентс», это стало повторением рекорда университета среди всех поддерживаемых видов спорта. Официальный сайт Главной лиги бейсбола после церемонии сравнил его с кэтчером Бастером Поузи, также уроженцем Джорджии.
В июне 2018 года он подписал с «Джайентс» контракт, получив бонус в размере 7,025 млн долларов, ставший рекордным для игроков любых амплуа, кроме питчеров. На профессиональном уровне Барт дебютировал в клубе Северо-западной лиги «Сейлем-Кайзер Вулканос». В 45 сыгранных матчах он отбивал с показателем 29,8 %, выбив 13 хоум-ранов. В сезоне 2019 года он играл на уровне A- и AA-лиг в составах «Сан-Хосе Джайентс» и «Ричмонд Флайин Сквиррелс». Его суммарный показатель отбивания составил 28,8 %, Барт выбил 29 хоум-ранов и набрал 88 RBI. Летом он принял участие в Матче всех звёзд будущего. 
После отмены сезона 2020 года в младших лигах из-за пандемии COVID-19 Барт тренировался в резервном составе «Джайентс». В основной состав он был вызван 20 августа, заменив нерезультативно игравших на бите Чедвика Тромпа и Тайлера Хейнемана. Стартовый кэтчер «Сан-Франциско» Бастер Поузи отказался от выступлений в сезоне ранее. До конца регулярного чемпионата Барт провёл 33 игры, отбивая с показателем 23,3 %. В межсезонье «Джайентс» подписали контракт с опытным кэтчером Куртом Касали и в марте 2021 года Барт был переведён в состав фарм-клуба AAA-лиги «Сакраменто Ривер Кэтс».